# 大江匡衡
大江 匡衡（おおえ の まさひら）は、平安時代中期の貴族・歌人・儒者。中納言・大江維時の孫で、左京大夫・大江重光の子。官位は正四位下・式部大輔。中古三十六歌仙の一人。

## 経歴

### 出自
村上朝の天暦6年（952年）に誕生。大江氏（江家）は大江音人を祖とし菅原氏（菅家）と並ぶ学問の家柄で、菅原道真の失脚後に飛躍し、「聖代」とされている村上朝には匡衡の祖父にあたる維時や一族の大江朝綱らが儒家の中心的存在となる。父・重光は対策に及第している文人官僚。

### 学問
匡衡は晩年に自身の半生を回顧した長編の述懐詩を残しており、幼少期から青年期の様子も記されている。述懐詩によれば匡衡は7歳で読書を始め、9歳で詠作を行う。康保元年（964年）13歳で元服し、祖父・維時から教戒を受けたという（維時は実際には応和3年（963年）に死去）。なお、元服に際して改めた「匡衡」の名は漢代の文人である匡衡に由来すると考えられている。

### 文章生から中央官僚時代
康保3年（966年）15歳で大学寮に入り、翌康保4年には寮試に合格して擬文章生となる。匡衡は紀伝道を学び、天延元年（973年）に省試に合格して文章生となる。なお、この時期に父・重光が死去している。天元2年（979年）に対策に及第する（策問作者は問頭博士・菅原文時、策問（問題）と匡衡の回答は『本朝文粋』に収録されている）。匡衡は赤染時用の娘で歌人として知られる赤染衛門を室としているが、長子挙周の出生時期から天元年間の婚姻であると考えられている。
寛和元年（985年）襲撃され左手指（どの指かは不明）を切断される。犯人は藤原保輔とされる。
東宮学士や文章博士を経て、正四位下・式部大輔に至る。匡衡は一条朝で文人として活躍し、藤原道長・藤原行成・藤原公任などと交流があり、時折彼らの表や願文、上奏などの文章を代作し、名儒と称された。

### 尾張国司時代

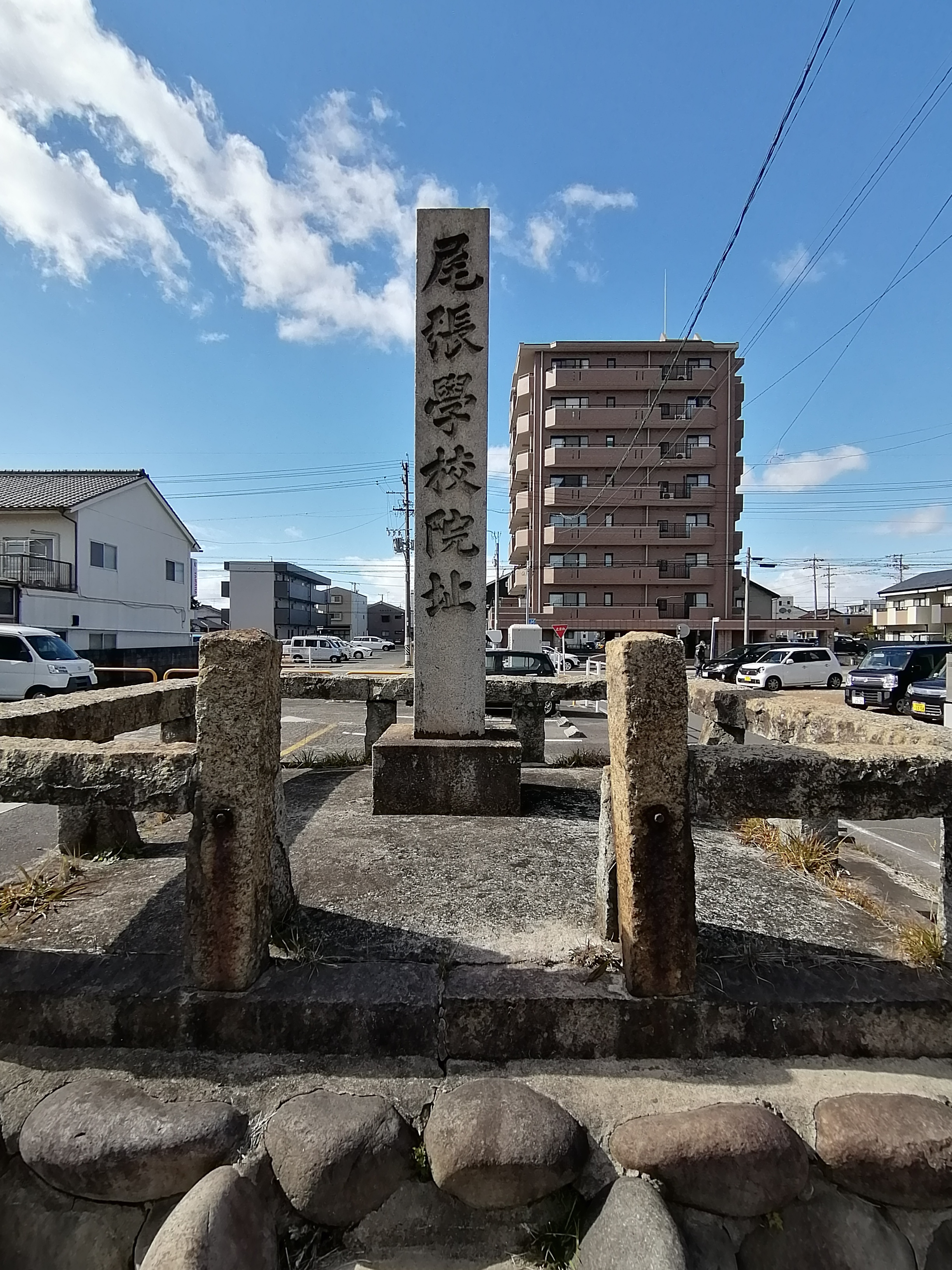
「尾張学校院址」碑（愛知県稲沢市）

尾張国司として、992年（正暦3年）、1001年（長保3年）、1008年（寛弘6年）の3回任命され、うちあとの2回は現地に着任している。地方官としても善政の誉れ高く、尾張国の国司としての在任中は大江川開削をおこない、また尾張学校院を再興し、地域の教育の向上に努めた。

#### 大江川開削
国司の任務には、用水の開発とその維持があった。宮田用水幹線水路のひとつを開削したことで灌漑と排水の役割を果たすことができ、農民から徳として認められ、姓にちなんで大江川と名をつけられたと伝えられているが、その事業に関しては確証に乏しいともいわれている。

#### 尾張学校院再興
1009年（寛弘六年）、大江匡衝は衰退した尾張国学校院を、現在の稲沢市松下町に再興した。址碑は名鉄国府宮駅至近にあり、下りホームから望むことができる。

### 晩年
長和元年（1012年）5月末より食事に支障を来すなど体調を崩して、同年7月16日薨去。享年61。最終官位は式部大輔正四位下兼文章博士侍従丹波守。公卿としての地位を望んだが果たせずに終わった。

## 人物
大江匡衡と赤染衛門はおしどり夫婦として知られており、仲睦ましい夫婦仲より、匡衡衛門と呼ばれたという。漢詩文に『江吏部集』、私家集に『匡衡朝臣集』がある。『後拾遺和歌集』（7首）以下の勅撰和歌集に和歌作品が12首採録。

## 官歴
注記のないものは『中世の山形と大江氏』による。
- 天延元年（973年） 日付不詳：文章生
- 天延3年（975年） 日付不詳：文章得業生
- 天延4年（976年） 日付不詳：秀才。越前権大掾
- 天元2年（979年） 日付不詳：対策及第
- 天元5年（982年） 2月4日：見右衛門尉[14]
- 永観3年（985年） 正月6日：見弾正少弼[14]
- 正暦2年（991年） 3月：仁康が河原院で五時講を行った際に願文を執筆[15]。日付不詳：侍従
- 正暦4年（993年） 正月22日：見文章博士[14]
- 長徳2年（996年） 10月13日：見式部少輔[14]
- 長徳4年（998年） 日付不詳：従四位下。7月15日：見式部権大輔[16]。9月：侍読（一条天皇）
- 長保元年（999年） 正月13日：元号「長保」を勧進[16]
- 長保3年（1001年） 正月：尾張守
- 寛弘元年（1004年） 7月20日：元号「寛弘」を勧進。9月9日：見東宮学士[16]
- 寛弘5年（1008年） 10月4日：敦成親王（後の後一条天皇）の御名を選進[17]
- 寛弘6年（1009年） 1月：尾張守。8月28日：見文章博士[16]。12月14日：敦良親王（後の後朱雀天皇）の御名を選進[17]
- 寛弘7年（1010年） 3月30日：丹波守（業遠依病辞退）
- 寛弘8年（1011年） 3月27日：藤原道長邸の阿弥陀仏開眼供養願文を執筆[17]。8月2日：一条天皇崩御四十九日御願文の執筆[16]
- 長和元年（1012年） 5月15日：皇太后彰子が行った一条天皇の法華八講の願文を菅原宣義に依頼[14]。7月16日：薨去（式部大輔正四位下兼文章博士侍従丹波守）[14]

## 系譜
- 父：大江重光
- 母：藤原時用の娘 - 一条摂政家女房参河
- 妻：赤染衛門（赤染時用の娘）
  - 男子：大江挙周（?-1046）
  - 男子：大江持隆または時棟、時隆
  - 女子：大江匡子（江侍従） - 藤原兼房室
- 妻：伴徳成の娘
  - 男子：大江能公
- 養子女
  - 養子：大江時棟
  - 養子：林豪 - 実は平生成の子